# Hiéroglyphe égyptien M41
La pièce de bois d'œuvre, en hiéroglyphes égyptiens, est classifiée dans la  section M « Arbres et plantes » de la liste de Gardiner ; cet hiéroglyphe y est noté M41.

## Représentation
Il représente une pièce de bois d'œuvre. 

## Utilisation
C'est un déterminatif des essences de bois.

## Exemples de mots
| a · S | M41 |

| a · S | M41 |

| w | a · n | M41 |

| w | a · n | M41 |

| U6 | r · M41 |

| U6 | r · M41 |